# Koude kas
De koude kas of vorstvrij verwarmde kas is een broeikas met een minimum-wintertemperatuur van 5 - 8 °C. Hierin kunnen subtropische planten, succulenten en sommige orchideeën in de winter worden gehouden. De planten maken dan een rustperiode door en ze hebben geen of weinig water nodig. In de zomer verlangen deze planten veel warmte, licht en soms een hoge relatieve luchtvochtigheid. Veel kuipplanten kunnen in de koude kas worden gehouden.

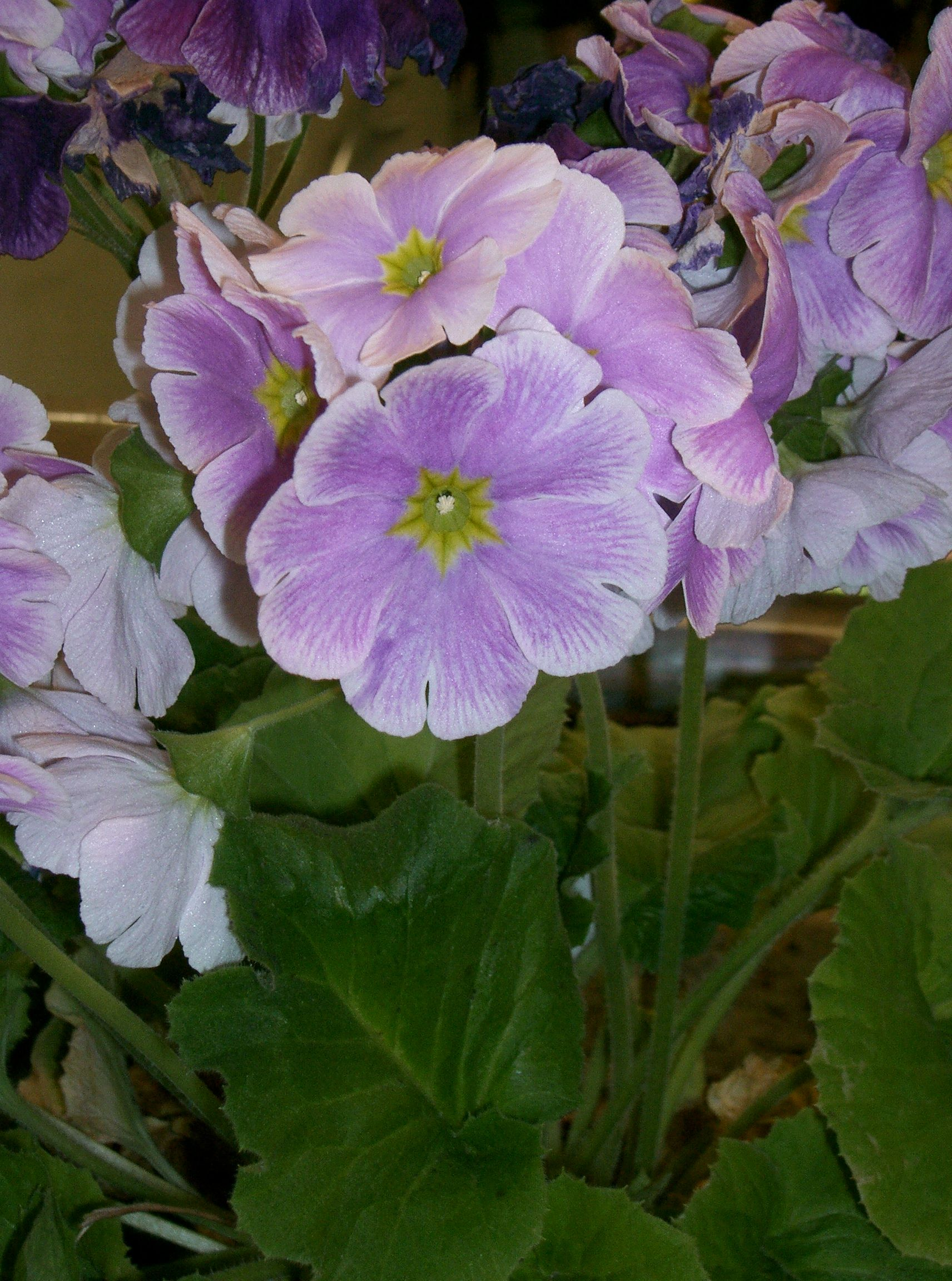
Primula obconica

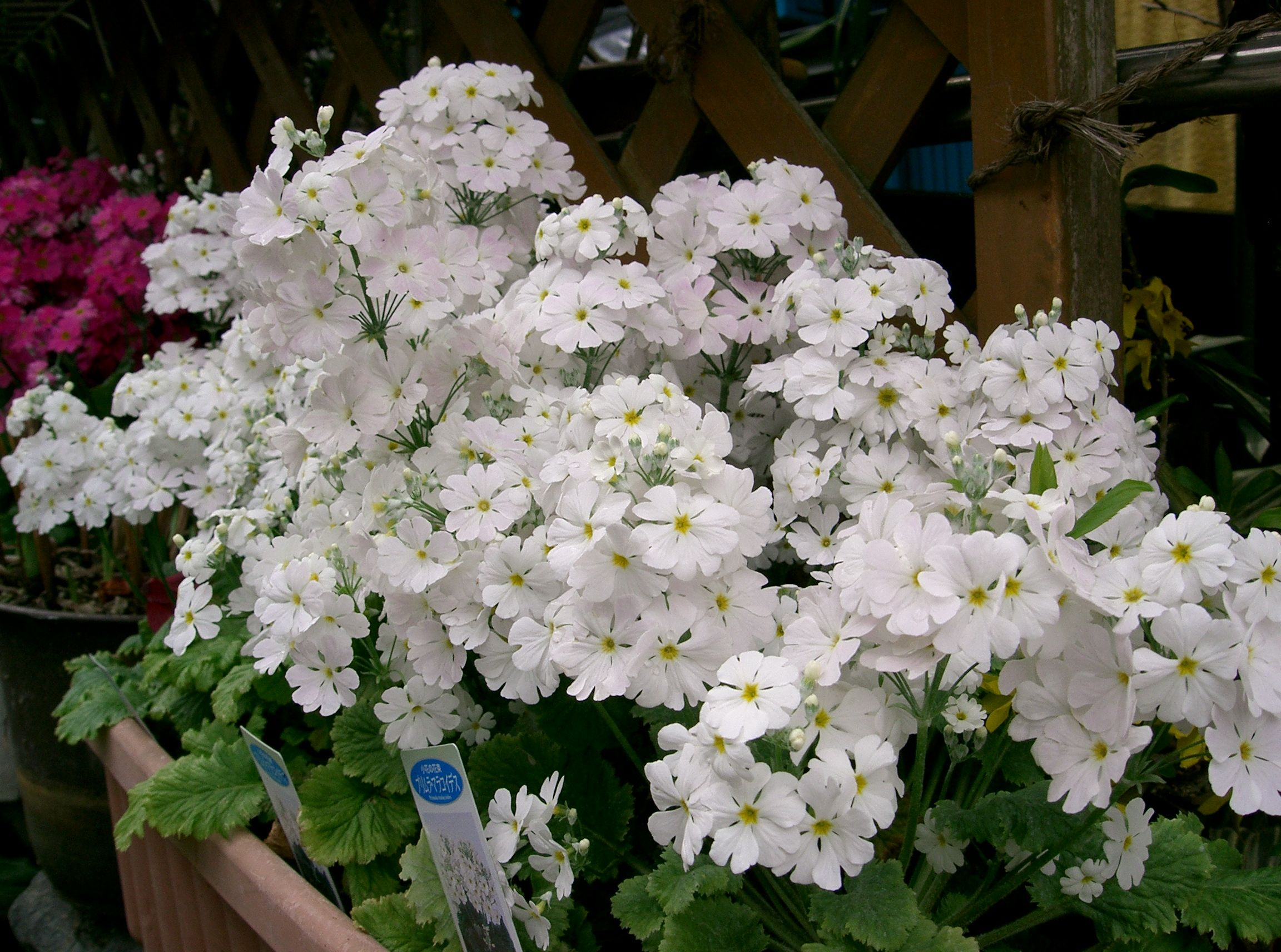
Primula malacoides

Voorbeelden van planten  die in de koude kas kunnen worden gehouden zijn:
| - Abutilon - Agapanthus - Agave - Aloë - Belladonnalelie - Bougainvillea - Brugmansia - Campanula - Citrus - Crassula - Coleus - Conophytum - Cyperus - Datura - Drakenbloedboom - Erica gracilis - Escheveria - Eugenia myrtifolia - Euonymus - Euphorbia milii - Feijoa | - Fuchsia - Granaatappel - Jasminum officinale - Klimop - Lophophora williamsii - Mannentrouw - Mirte - Oleander - Parthenocissus - Passiflora caerulea - Passiflora edulis forma edulis - Passiflora foetida - Passiflora incarnata - Passiflora morifolia - Passiflora tarminiana - Passiflora subpeltata - Pelargonium - Primula malacoides - Primula obconica - Sparmannia africana - Venusvliegenvanger - Yucca |